# Sidi Fredj
Sidi Fredj (em árabe: سيدي فرج) é uma comuna localizada na província de Souk Ahras, Argélia. De acordo com o censo de 2008, a população total da cidade era de 7 497 habitantes.